# Mugilogobius platystomus
Mugilogobius platystomus е вид бодлоперка от семейство Попчеви (Gobiidae). Видът не е застрашен от изчезване.

## Разпространение
Разпространен е в Австралия (Куинсланд и Северна територия), Индонезия (Папуа, Суматра и Ява), Палау и Сингапур.